# Francisco Salgado de Somoza
Francisco Salgado de Somoza fue un jurisconsulto y abad español nacido en La Coruña (1595?) y muerto en 1664.

## Biografía
Francisco, después de haber ejercido la abogacía en la Real Audiencia de su ciudad natal, se fue a Madrid precedido de gran fama y tuvo a su cargo durante algún tiempo la vicaría del arzobispado de Toledo.
Felipe IV de España, estimando las prendas de rectitud e ilustración que en Francisco concurrían y el crédito de que gozaba, le nombró juez en Sicilia y emprendió el viaje, pero al llegar a Génova supo que había sido nombrado para otro cargo de su carrera en Valladolid, donde ejerció con prudencia e integridad las funciones de juez.
Más tarde, fue miembro del Consejo de Hacienda y luego en el Consejo de Castilla, en el que tomó asiento durante algunos años, y posteriormente deseoso de descanso dejó aquel puesto y aceptó la abadía de Alcalá en Granada que le dio el monarca citado.

## Valoración
- Tuvo la oposición de la curia romana
- Sus obras alcanzaron mucha autoridad
- Lugar distinguido entre los juristas del siglo XVII

## Obra

Labyrintus creditorum, 1686.

- Centuria decisionum Sacrae Rotae Romanae.., Lugduni, 1654.
- Labyrinthus creditorum.., Lyon, 1757-1760.
- Tractatus de regia protectione vi opressorum appellantium...., Lyon, 1759.
- Tractatus de supplicatione.., Lyon, 1664.
- Otras